# Cyttaria darwinii
Espèce
Cyttaria darwinii est une espèce de champignons ascomycètes de la famille des Cyttariaceae. C'est un parasite de diverses Fagacées de l'hémisphère sud. Il porte les noms vernaculaires de Darwin's fungus en anglais et de Dihueñe en espagnol.

## Écologie
On le trouve en Océanie, en  Patagonie subantarctique, jusqu'en Terre de Feu, là où se trouvent les arbres du genre Nothofagus car il a la particularité de parasiter exclusivement les troncs et les branches de ces arbres de la famille des Fagaceae comme le Guindo ou Coihue de magallanes (Nothofagus betuloides), le Lenga (Nothofagus pumilio), le Ñire (Nothofagus antarctica).

## Comestibilité
Il est comestible.

## Espèces proches et confusions possibles
Cette espèce de Cyttarias est souvent confondue avec Cyttaria hariotii. On les distingue facilement par leur couleur. Cyttaria darwinii possède des fructifications d'un jaune très pâle alors que Cyttaria hariotii possède des fruits d'un jaune-orangé.

## Systématique
Le nom correct complet (avec auteur) de ce taxon est Cyttaria darwinii Berk., 1842,.

## Publication originale
- (en) Rev M. J. Berkeley, « On an edible Fungus from Tierra del Fuego, and an allied Chilian Species », Transactions of the Linnean Society of London, vol. 19, no 1,‎ mai 1842, p. 37–43 (ISSN 1945-9432, 1945-9335 et 1945-9432, DOI 10.1111/J.1096-3642.1842.TB00073.X, lire en ligne).